# Tapete da Carmânia
O tapete de Carmânia (Kerman) é um tipo de tapete persa.
A reputação dos tapetes de Carmânia deve-se em parte à destreza dos desenhistas de modelos (ostad), muito hábeis, que souberam guardar o sentido da tradição. Em alguns momentos, os motivos revelam uma influência ocidental. De fato, no início do século XX, os ricos importadores de tapetes financiaram oficinas nas quais os mestres adaptaram seus modelos ao gosto ocidental.
Distinguem-se quatro qualidades de tapetes de Carmânia: 70, 80, 90, 100. Estas cifras correspondem à quantidade de fios em um ghireh (= 7 cm). Assim, os tapetes de qualidade 70 contêm 2.500 nós/dm².

## Descrição
O tapete da Carmânia sempre é de flores, e a maioria das vezes possui um medalhão que destaca-se sobre um fundo liso. Os motivos do medalhão repetem-se na borda e nos quatro cantos. Às vezes, a ornamentação do campo revela a influência das iluminuras nos tapetes com motivos vegetais e animais, raramente há cenas de caça. O boteh (motivo em forma de amêndoa) é usado com freqüência. A borda, clássica, compõem-se de uma franja central e duas franjas secundárias.